# Nordiska mästerskapen i brottning 2021
Nordiska mästerskapen i brottning 2021 hölls mellan den 3 och 4 september 2021 i Herning i Danmark.

## Medaljtabell
*   Värdland ( Danmark)
| Nr                  | Nation              | Guld | Silver | Brons | Totalt |
| ------------------- | ------------------- | ---- | ------ | ----- | ------ |
| 1                   | Sverige             | 4    | 3      | 1     | 8      |
| 2                   | Norge               | 3    | 5      | 3     | 11     |
| 3                   | Danmark*            | 2    | 0      | 1     | 3      |
| 4                   | Estland             | 0    | 1      | 1     | 2      |
| 5                   | Litauen             | 0    | 0      | 1     | 1      |
| Totalt (5 nationer) | Totalt (5 nationer) | 9    | 9      | 7     | 25     |

## Resultat

### Grekisk-romersk stil
| Gren   | Guld               | Silver           | Brons                  |
| 60 kg  | Snorre Lund        | Mario Mägisalu   | —                      |
| 63 kg  | Alexander Bica     | Stig-André Berge | William Reenberg       |
| 67 kg  | Fredrik Bjerrehuus | Morten Thoresen  | Adomas Grigaliunas     |
| 72 kg  | Håvard Jørgensen   | Daniel Soini     | Juan Sebastian Aak     |
| 77 kg  | Albin Olofsson     | Exauce Mukubu    | Per Anders Kure        |
| 82 kg  | Bogdan Kourinnoi   | Lucas Ahlgren    | Ranet Kaljola          |
| 87 kg  | Turpal Bisultanov  | Oskar Johansson  | Ruben Been             |
| 97 kg  | Pontus Lund        | Marcus Worren    | Aleksandar Stjepanetic |
| 130 kg | Oskar Marvik       | Nikola Milatovic | —                      |